# Радослав Петковић
Радослав Петковић (Београд, 21. јул 1953 — Нови Сад, 27. октобар 2024) био је српски књижевник. Аутор је пет романа, две књиге прича и седам књига есеја. Превођен је на француски, немачки, грчки, мађарски, италијански, руски и словачки језик.

## Биографија
Мајка му је била професорка француског језика, отац инжењер. У Београду је завршио гимназију, а 1982. дипломирао је на групи за југословенску и општу књижевност на Универзитету у Београду.
Од 1983. до 1987. био је главни уредник часописа Књижевна критика. Од 1988. до 1994. године радио је као секретар Задужбине Иве Андрића. У периоду од 1994. до 2001. године деловао је у статусу слободног уметника. Од 2001. до 2004. године био је генерални директор Завода за уџбенике и наставна средства у Београду. Од фебруара 2009. па до одласка у пензију 2018. у Покрајинском секретаријату за културу АП Војводине био је заменик секретара и помоћник.
Бавио се превођењем са енглеског: преводио је прозу Толкина, Честертона, Роберта Луиса Стивенсона и Данијела Дефоа. Током деведесетих био је колумниста „НИН”-а,  дневног листа „Демократија”, као и стални сарадник „Времена” и „Европљанина”. Више од десет година био је редовни колумниста најтиражнијег српског дневног листа „Блиц”. Од 1993. био је аутор Времена књиге, од 1996. Стубова културе, а од 2014. Лагуне.
Живео је у Београду до 2000, када се преселио у Панчево. Од 2006. живео је у Новом Саду, са супругом Владиславом Гордић Петковић.
Преминуо је у Новом Саду 27. октобра 2024. године и сахрањен је у Алеји заслужних грађана на Новом гробљу у Београду.

## Награде
- Награда „Милош Црњански”, за роман Пут у Двиград, 1981.[8]
- Андрићева награда, за књигу приповедака Извештај о куги, 1989.
- Борбина награда, за роман Судбина и коментари, 1993.
- Награда „Меша Селимовић”, за роман Судбина и коментари, 1994.
- НИН-ова награда, за роман Судбина и коментари, 1994.
- Награда књижевног клуба „Jazzbina”, за роман Судбина и коментари, 1994.
- Награда „Златни сунцокрет”, за књигу приповедака Човек који је живео у сновима, 1999.[8]
- Награда  „Борисав Станковић”, за роман Савршено сећање на смрт, 2009.[9]
- Награда „Душан Васиљев”, за књигу есеја Колумбово јаје, 2018.[10]
- Награда „Стефан Митров Љубиша”, 2021.[11]
- Награда „Вељкова голубица”, 2022.[12]

## Дела

### Романи
- Пут у Двиград (1979)
- Записи из године јагода (1983)
- Сенке на зиду (1985)[13]
- Судбина и коментари (1993)[14][15]
- Савршено сећање на смрт (2008)[16]

### Књиге прича
- Извештај о куги (1989)[17]
- Човек који је живео у сновима (1998)

### Књиге есеја
- Оглед о мачки (1995)
- O Микеланђелу говорећи (2006)
- Византијски интернет (2007)
- Употреба вилењака (2008)
- Догађај године (2010)
- Средњовековни путовођа (2011, у коауторству са Радивојем Радићем)
- Колумбово јаје (2017)